# Tyler Kluttz
Tyler Kluttz (Charlotte (North Carolina), 4 mei 1984) is een Amerikaans professioneel worstelaar die onder de ringnaam Brad Maddox actief is in de WWE.

## Professioneel worstelcarrière

### Ohio Valley Wrestling (2008-2010)
Op 2 april 2008 maakte Kluttz zijn debuut in de Ohio Valley Wrestling en worstelde onder de naam Brent Wellington. Op 1 oktober 2008 won hij zijn eerste match. Op 24 december 2008 had Kluttz een titelwedstrijd voor het OVW Heavyweight Championship tegen Aaron "The Idol" Stevens, die de wedstrijd won. Tussendoor werd hij lid van een worstelteam, de "Theta Lambda Psi".
Nadat hij verslagen was, hij hernoemde zichzelf tot "Brent Beef Wellington" en veranderde zijn gimmick. Op 14 januari 2009 won hij zijn eerste wedstrijd onder zijn nieuwe naam nadat zijn team, Theta Lambda Psi, het team Ted McNalerand Adam versloeg. Het Theta Lambda Psi-team werd opgeborgen in april 2009. Op 26 juli 2009 won hij het OVW Television Championship, zijn eerste worsteltitel, door Jamin Olivencia te verslaan. Op 27 februari 2010 won hij het vacante OVW Heavyweight Championship door de battle royal te winnen. In midden 2010, het was gemeld dat Kluttz een opleidingscontract tekende met de World Wrestling Entertainment (WWE).

### World Wrestling Entertainment/WWE (2010-heden)

#### Florida Championship Wrestling (2010–2012)
Kluttz kreeg de ringnaam Brad Maddox en werd verwezen naar hun opleidingscentrum, de Florida Championship Wrestling. Op 5 augustus 2010 maakte hij zijn debuut in een liveshow en verloor van Tyler Reks en Richie Steamboat. Op 4 november 2010 maakte hij zijn televisiedebuut en verloor van Tito Colón. In de FCW-aflevering van 1 juli 2011, Maddox won zijn eerste match door Percy Watson te verslaan.
Op 3 november 2011 won hij samen met zijn partner Briley Pierce het FCW Florida Tag Team Championship. Op 2 februari 2012 moesten ze de titel afstaan aan Bo Rotundo en Husky Harris. Op 21 juni 2012 won hij het FCW 15 Championship door Richie Steamboat te verslaan. Terwijl hij het FCW 15 Championship bezat, won hij samen met Rick Victor op 28 juli 2012 voor de tweede keer het Florida Tag Team Championship. Maddox bekwam de laatste kampioen voor beide titels nadat alle FCW-kampioenschappen opgeborgen werden wanneer de WWE het opleidingscentrum hernoemde tot NXT Wrestling.

#### Hoofdrooster (2012-heden)
In augustus 2012 was Maddox bevorderd naar de hoofdrooster als scheidsrechter. In de Raw-aflevering van 20 augustus 2012 leidde hij het No. 1 Contender's Battle Royal voor het Divas Championship, die gewonnen was door Kaitlyn. In de Raw-aflevering van 17 september 2012 was hij de scheidsrechter voor de wedstrijd tussen Sheamus en John Cena vs. CM Punk en Alberto Del Rio, die Sheamus en Cena wonnen. CM Punk eiste het ontslag van Maddox, maar hij wees af. Hoewel, op Hell in a Cell, Maddox hielp CM Punk om zijn WWE Championship te verlengen nadat Maddox Ryback, Punks tegenstander, zijn edelen raakte en Ryback snel uittelde. In de Raw-aflevering, een dag na Hell in a Cell, Maddox verklaarde zijn actie en wou graag een match tegen Ryback voor een contract als worstelaar. Mr. McMahon bood dan een $1 miljoencontract (verhaallijn) aan Maddox als hij volgende week in zijn ringdebuut Ryback zou verslaan. Maddox verloor van Ryback, wordt na de match zwaar aangepakt door hem en belandde uiteindelijk in de ziekenwagen.
In de Raw-aflevering van 10 december 2012, Maddox verscheen opnieuw in de ring als scheidsrechter voor een match tussen AJ Lee en Vickie Guerrero, die de hulp van kreeg van Maddox om de match te winnen. In het voorjaar 2013 was hij assistent van General Manager Vickie Guerrero. In juli 2013 werd Maddox de nieuwe General Manager van WWE Raw en verving Vickie Guerrero die ontslagen werd door Stephanie McMahon.

## In het worstelen
- Finishers
  - Deal Breaker

- Managers
  - Summer Rae
  - A. W.

- Bijnamen
  - "Beefcake Wellington"
  - "Beefy"
  - "The Rogue Referee"

## Prestaties
- Florida Championship Wrestling
  - FCW Florida Tag Team Championship (2 keer; met Briley Pierce (1x) en Rick Victor (1x))
  - FCW 15 Championship (1 keer)

- Ohio Valley Wrestling
  - OVW Heavyweight Championship (1 keer)
  - OVW Television Championship (1 keer)